# Милчо Дървошанов
Милчо Коцев Дървошанов или Дървошлиев е български революционер, деец на Вътрешната македоно-одринска революционна организация.

## Биография
Роден е в или около 1861 година в струмишкото село Куклиш, тогава в Османската империя, днес в Северна Македония. През 1900 година се присъединява към ВМОРО като куриер и милиционер. Като такъв през 1904 година се отзовава на призива да помогне на четата на Кръстьо Новоселски, обкръжена в Куклиш от големи османски сили. Сблъсъкът продължава ден и нощ. Oсманските части са ударени в гърба, което позволява на четата да се измъкне. Впоследствие селото е опожарено. Не след дълго участва и в сблъсъка на четата на Христо Чернопеев в Куклиш.
При избухването на Балканската война през 1912 година участва в саботаж на телеграфни мрежи и в сблъсък с турци, които опожаряват Куклиш и бият хора в селото. Продължава да действа и под сръбско владичество.
На 28 април 1943 година, като жител на Куклиш, подава молба за българска народна пенсия, която е одобрена и пенсията е отпусната от Министерския съвет на Царство България.